# BBC News at Six
BBC News at Six és l'informatiu de la tarda de la BBC One, primera cadena de la televisió pública britànica. És emès de 6 a 7 de la tarda de dilluns a divendres. El presenten Fiona Bruce, George Alagiah, Sophie Raworth, Clive Myrie i Reeta Chakrabarti.
Consta de trenta minuts d'informació nacional i internacional junt amb informació esportiva i metereològica. A dos quarts de set s'emeten els informatius regionals a cada territori del Regne Unit. Tres minuts abans de les set es fa una actualització de titulars que dona pas al prime time.